# 沃戈諾峰
46°14′23″N 8°53′34″E / 46.23968°N 8.892758°E

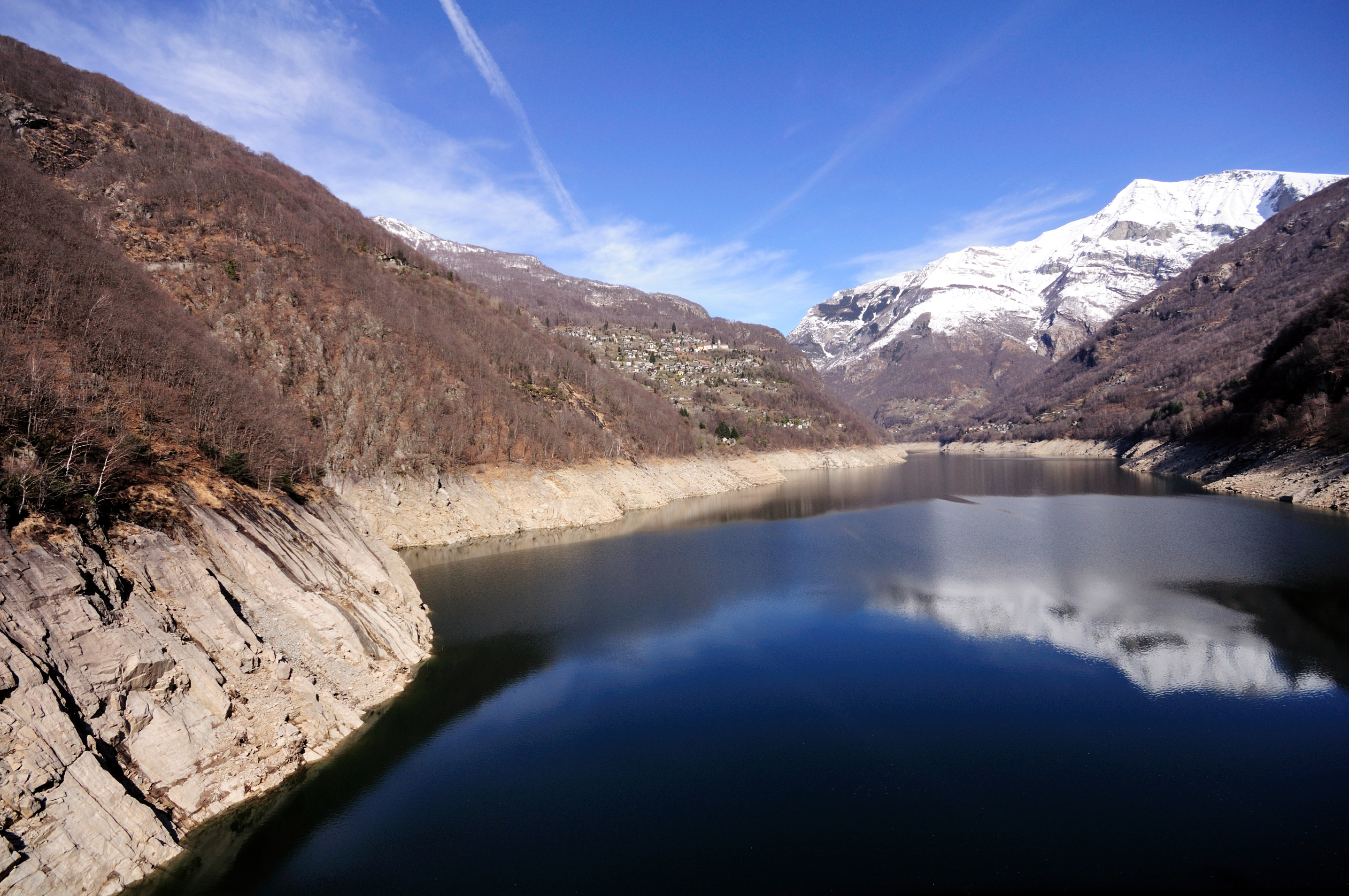

沃戈諾峰（Pizzo di Vogorno），是瑞士的山峰，位於該國南部，由提契諾州負責管轄，屬於勒蓬廷山的一部分，該山峰海拔高度2,442米，每年平均降雨量2,204毫米。